# Most gen. Stefana Grota-Roweckiego

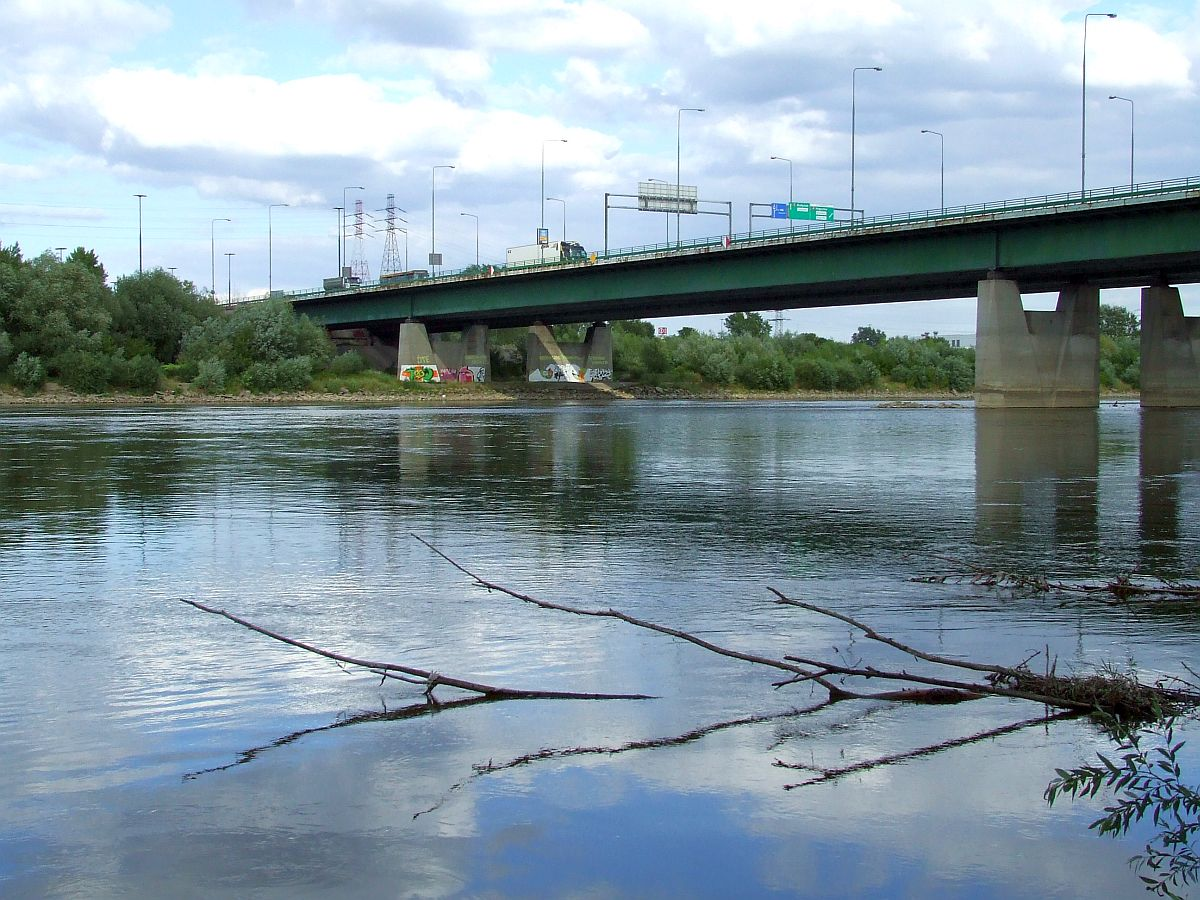
Die Brücke im Jahr 2007, vor Umbau

Die Most gen. Stefana Grota-Roweckiego (dt.: General Stefan "Grot" Rowecki Brücke), ursprünglich Most Toruński, allgemein bekannt als Most Grota-Roweckiego oder Most Grota, ist eine Brücke über die Weichsel in Warschau. Sie verbindet die Warschauer Stadtteile Żoliborz und Praga-Północ und wurde zwischen 1977 und 1981 als Teil der Trasa Toruńska gebaut. Heute ist sie ein Teil der Nordumfahrung Warschaus, der Droga ekspresowa S8.
Im Jahr 2016 fuhren durchschnittlich täglich 180.057 Fahrzeuge über die Brücke, was die größte Anzahl aller acht Straßenbrücken in Warschau ist.

## Beschreibung
Die Brücke wurde nach Stefan Rowecki, dem ersten Oberbefehlshaber der polnischen Heimatarmee benannt. Die Zeremonie der Widmung der Brücke im November 1981 wurde von einer Massendemonstration von Veteranen und der demokratischen Opposition begleitet.
Die Most gen. Stefana Grota-Roweckiego ist neben der Most Siekierkowski eine der größten Brücken in Warschau. Die Brücke ist 645 m lang und besteht aus zwei unabhängig konstruierten Teilen, von denen jede fünf Spuren hat (vor dem Umbau waren es vier).
Im September 2009 startete die GDDKiA den Umbau der Brücke, wobei die Brücke auf insgesamt zehn Fahrspuren erweitert wurde, fünf in jede Richtung. Nach Abschluss des Wiederaufbaus wurde die Brücke dann Teil der S8.